# Gonystylus brunnescens
Gonystylus brunnescens är en tibastväxtart som beskrevs av Airyshaw. Gonystylus brunnescens ingår i släktet Gonystylus och familjen tibastväxter. Inga underarter finns listade i Catalogue of Life.